# Modiolus cimbricus
Modiolus cimbricus är en musselart som först beskrevs av Ockelmann, obeskriven.  Modiolus cimbricus ingår i släktet Modiolus, och familjen blåmusslor. Arten är reproducerande i Sverige.